# ديريك هو
ديريك هو (بالإنجليزية: Derek Ho)‏ هو متركمج أمريكي، ولد في 26 سبتمبر 1964 في كايلو (هاواي) في الولايات المتحدة.

## وصلات خارجية
- ديريك هو على موقع IMDb (الإنجليزية)

- ديريك هو على موقع الرابطة العالمية لركوب الأمواج (الإنجليزية)
- ديريك هو على موقع EncyclopediaOfSurfing.com (الإنجليزية)
- ديريك هو على موقع قاعة هاواي للمشاهير الرياضية (مؤرشف) (الإنجليزية)
- ديريك هو على موقع قاعة هاواي للمشاهير الرياضية (مؤرشف) (الإنجليزية)